# Korita (gmina Idrija)
Korita – wieś w Słowenii, w gminie Idrija. W 2018 roku liczyła 26 mieszkańców.